# Alojz Král
Alojz (Alois) Král, češki gradbeni inženir in univerzitetni profesor, * 1. december 1884, Dolní Studénky, Moravska, † 23. april 1969, Brno.
Král je do sedaj edini tujec, ki je zasedal položaj rektorja Univerze v Ljubljani (v študijskem letu 1945/46), bil pa je tudi štirikrat dekan Tehniške fakultete. Leta 1946 se je vrnil na Češko, kjer je postal profesor na Tehniški fakulteti v Brnu. Leta 1956 mu je Univerza v Ljubljani podelila častni doktorat.